# Stuart Findlay
Stuart John Findlay (Rutherglen, 14 settembre 1995) è un calciatore scozzese, difensore dell'Oxford Utd.

## Carriera

### Club
Cresciuto nel settore giovanile del Celtic, il 21 gennaio 2014 viene ceduto in prestito fino al termine della stagione al Greenock Morton. Il 16 gennaio 2015 passa, sempre a titolo temporaneo, al Dumbarton.
Il 9 luglio si trasferisce, in prestito annuale, al Kilmarnock; l'8 luglio 2016, svincolatosi dal Celtic, viene tesserato dal Newcastle.
Il 25 agosto 2017, dopo aver collezionato una sola presenza con le Magpies, fa ritorno, sempre in prestito, al Kilmarnock; il 4 luglio 2018 viene acquistato a titolo definitivo.
Il 25 febbraio 2021, dopo aver collezionato 144 presenze totali con 11 reti segnate, viene ceduto al Philadelphia Union.

### Nazionale
Ha giocato nelle nazionali giovanili scozzesi Under-16, Under-17, Under-19 ed Under-21; nel 2019 ha esordito in nazionale maggiore, segnando anche una rete all'esordio.

## Statistiche

### Presenze e reti nei club
Statistiche aggiornate al 25 febbraio 2021.
| Stagione                  | Club                      | Campionato                | Campionato | Campionato | Coppe nazionali | Coppe nazionali | Coppe nazionali | Coppe continentali | Coppe continentali | Coppe continentali | Supercoppe | Supercoppe | Supercoppe | Totale | Totale |
| Stagione                  | Club                      | Comp                      | Pres       | Reti       | Comp            | Pres            | Reti            | Comp               | Pres               | Reti               | Comp       | Pres       | Reti       | Pres   | Reti   |
| ------------------------- | ------------------------- | ------------------------- | ---------- | ---------- | --------------- | --------------- | --------------- | ------------------ | ------------------ | ------------------ | ---------- | ---------- | ---------- | ------ | ------ |
| gen.-mag. 2014            | Greenock Morton           | SC                        | 14         | 0          | SC+CdL          | -               | -               | -                  | -                  | -                  | -          | -          | -          | 14     | 0      |
| gen.-mag. 2015            | Dumbarton                 | SC                        | 14         | 0          | SC+CdL          | -               | -               | -                  | -                  | -                  | -          | -          | -          | 14     | 0      |
| 2015-2016                 | Kilmarnock                | SP                        | 22         | 0          | SC+CdL          | 3+2             | 0               | -                  | -                  | -                  | -          | -          | -          | 27     | 0      |
| 2016-2017                 | Newcastle Utd             | FLC                       | 0          | 0          | SC+CdL          | 1+0             | 0               | -                  | -                  | -                  | -          | -          | -          | 1      | 0      |
| 2017-2018                 | Kilmarnock                | SP                        | 32         | 3          | SC+CdL          | 4+0             | 0               | -                  | -                  | -                  | -          | -          | -          | 36     | 3      |
| 2018-2019                 | Kilmarnock                | SP                        | 31         | 3          | SC+CdL          | 1+2             | 1+0             | -                  | -                  | -                  | -          | -          | -          | 34     | 4      |
| 2019-2020                 | Kilmarnock                | SP                        | 18         | 1          | SC+CdL          | 2+2             | 2+0             | UEL                | 2                  | 1                  | -          | -          | -          | 24     | 4      |
| 2020-feb. 2021            | Kilmarnock                | SP                        | 22         | 0          | SC+CdL          | 0+1             | 0               | -                  | -                  | -                  | -          | -          | -          | 23     | 0      |
| feb.-dic. 2021            | Philadelphia Union        | MLS                       | 7+1        | 0          | -               | -               | -               | CCL                | 1                  | 0                  | -          | -          | -          | 9      | 0      |
| gen.-lugl. 2022           | Philadelphia Union        | MLS                       | 4          | 0          | USOC            | 1               | 1               | -                  | -                  | -                  | -          | -          | -          | 5      | 1      |
| gen.-lugl. 2022           | Philadelphia Union II     | MLS-NP                    | 2          | 0          | -               | -               | -               | -                  | -                  | -                  | -          | -          | -          | 2      | 0      |
| Totale Philadelphia Union | Totale Philadelphia Union | Totale Philadelphia Union | 11+1       | 0          |                 | 1               | 1               |                    | 1                  | 0                  |            | -          | -          | 14     | 1      |
| 2022-2023                 | Oxford Utd                | FL1                       | 39         | 0          | FACup+CdL       | 2+1             | -               | -                  | -                  | -                  | FLT        | 2          | 1          | 44     | 1      |
| 2023-2024                 | Kilmarnock                | SP                        | 37         | 0          | SC+CdL          | 3+6             | 0+2             | -                  | -                  | -                  | -          | -          | -          | 46     | 2      |
| Totale Kilmarnock         | Totale Kilmarnock         | Totale Kilmarnock         | 163        | 7          |                 | 26              | 5               |                    | 2                  | 1                  |            | -          | -          | 190    | 13     |
| Totale carriera           | Totale carriera           | Totale carriera           | 244        | 7          |                 | 30              | 6               |                    | 3                  | 1                  |            | 2          | 1          | 279    | 15     |

### Cronologia presenze e reti in nazionale
| Cronologia completa delle presenze e delle reti in nazionale ― Scozia | Cronologia completa delle presenze e delle reti in nazionale ― Scozia | Cronologia completa delle presenze e delle reti in nazionale ― Scozia | Cronologia completa delle presenze e delle reti in nazionale ― Scozia | Cronologia completa delle presenze e delle reti in nazionale ― Scozia | Cronologia completa delle presenze e delle reti in nazionale ― Scozia | Cronologia completa delle presenze e delle reti in nazionale ― Scozia | Cronologia completa delle presenze e delle reti in nazionale ― Scozia |
| Data                                                                  | Città                                                                 | In casa                                                               | Risultato                                                             | Ospiti                                                                | Competizione                                                          | Reti                                                                  | Note                                                                  |
| --------------------------------------------------------------------- | --------------------------------------------------------------------- | --------------------------------------------------------------------- | --------------------------------------------------------------------- | --------------------------------------------------------------------- | --------------------------------------------------------------------- | --------------------------------------------------------------------- | --------------------------------------------------------------------- |
| 13-10-2019                                                            | Glasgow                                                               | Scozia                                                                | 6 – 0                                                                 | San Marino                                                            | Qual. Euro 2020                                                       | 1                                                                     |                                                                       |
| Totale                                                                |                                                                       | Presenze                                                              | 1                                                                     |                                                                       | Reti                                                                  | 1                                                                     |                                                                       |